# کورنی-سور-موزل
کورنی-سور-موزل (به فرانسوی: Corny-sur-Moselle) یک کمون در فرانسه است که در Canton of Ars-sur-Moselle واقع شده‌است.

## خصوصیات
کورنی-سور-موزل ۸٫۲ کیلومترمربع مساحت و ۱٬۷۵۹ نفر جمعیت دارد و ۱۸۰ متر بالاتر از سطح دریا واقع شده‌است.